# Asociación de Municipios por la Independencia
La Asociación de Municipios por la Independencia (en catalán Associació de Municipis per la Independència) es una organización que agrupa las entidades locales de cargos electos (ayuntamientos, comarcas, diputaciones y otros) con el fin de defender la independencia de Cataluña. A pesar de las coincidencias de las siglas, AMI no guarda relación con la asociación de editores. La entidad fue constituida oficialmente el 14 de diciembre de 2011 en Vich. Su presidente es Josep Maria Cervera, alcalde del Puerto de la Selva y en las filas del PDeCAT, que sustituyó a Neus Lloveras en enero de 2018 cuando esta presentó su renuncia al cargo tras ser procesada por el juez del Tribunal Supremo Pablo Llarena (Lloveras desempeñaba el cargo desde el 8 de abril de 2016).

## Finalidad
En los estatutos fundaciones de la AMI ―a la que en 2017 estaban adheridos 787 municipios catalanes de un total de 948― se puede apreciar cómo sus promotores conjugaron el nacionalismo catalán clásico ―Cataluña, una «nación milenaria»― con la utilización de las «agresiones» y de los «agravios», sobre todo económicos, que padece Cataluña como principal argumento para reclamar la independencia, con el fin último de ganarse el apoyo de los que sin ser nacionalistas pueden llegar a creer que con la independencia la situación de Cataluña mejorará:

Todos sabemos que Cataluña es un país milenario con todo lo que en derecho conforma una nación: lengua, cultura, derecho, tradición, instituciones, sentimiento de pertenencia, voluntad de ser. País abierto y que acoge a todo el que quiera ser acogido (…). Tenemos muy presente que las agresiones a Cataluña mediante el desprecio de su lengua, el ahogamiento de la economía por vías diversas ―comunicaciones, incentivos a competencias contrapuestas, fiscalidad, incumplimiento presupuestario y una larga lista de agravios―, el rechazo constatado de todo lo que nos configura como pueblo y como nación milenarias conlleva la necesidad de convertirse otra vez en lo que, de hecho, no hemos dejado de ser: un pueblo, pero con un Estado propio que posibilite vivir en paz y haga posible el trabajo de nuestra gente sin ser expoliados ni expoliar.

## Municipios adheridos
Desde su creación, el número de municipios adheridos ha ido en aumento. La continuidad del movimiento permite conectar Portbou en el Alto Ampurdán con Alcanar en el Montsiá y Montferrer Castellbó en el Alto Urgel. Actualmente ya comprende todas las diputaciones provinciales (Barcelona, Tarragona, Lérida y Gerona) 32 consejos comarcales de 41, y 764 municipios catalanes (el 80,6 % del total) de 948, 7 entidades municipales descentralizadas y un consorcio.

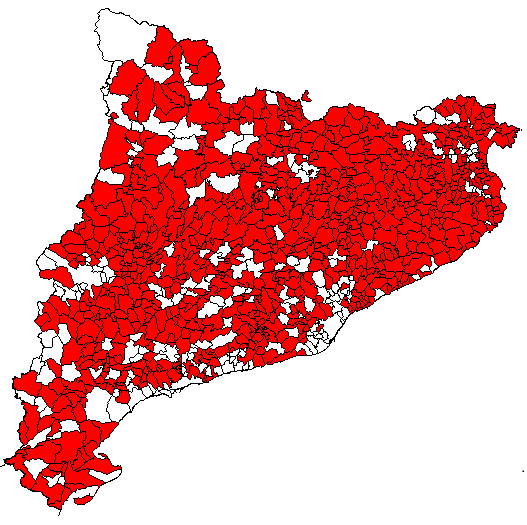
Municipios adheridos (8/8/2015)
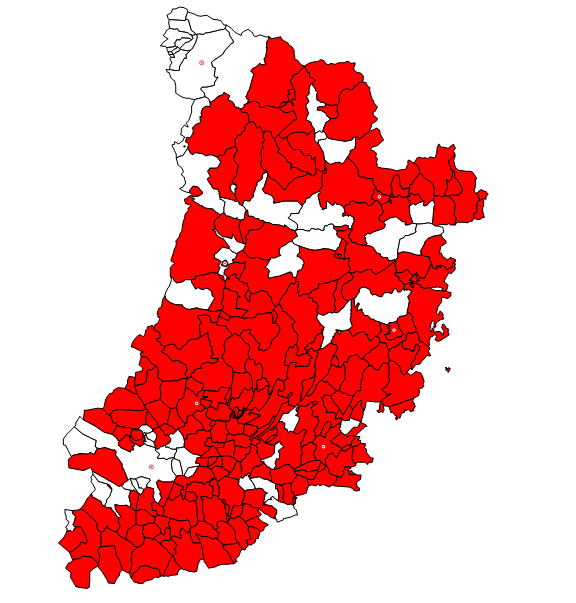
Provincia de Lérida (8/8/2015)
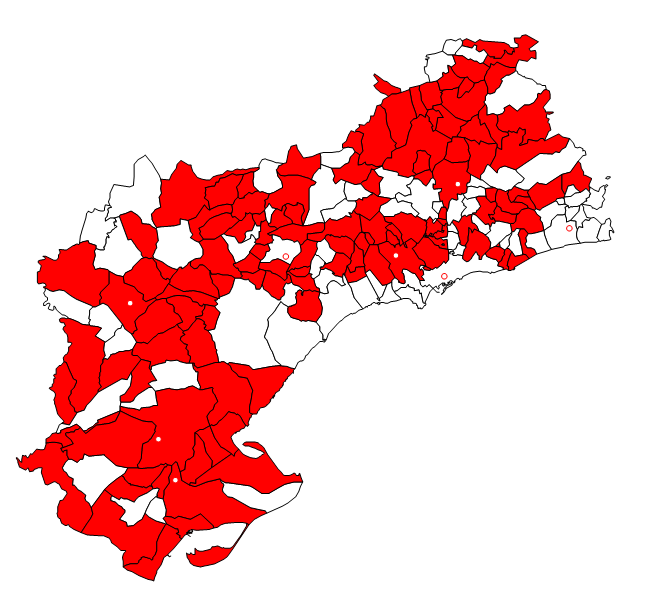
Provincia de Tarragona (8/8/2015)
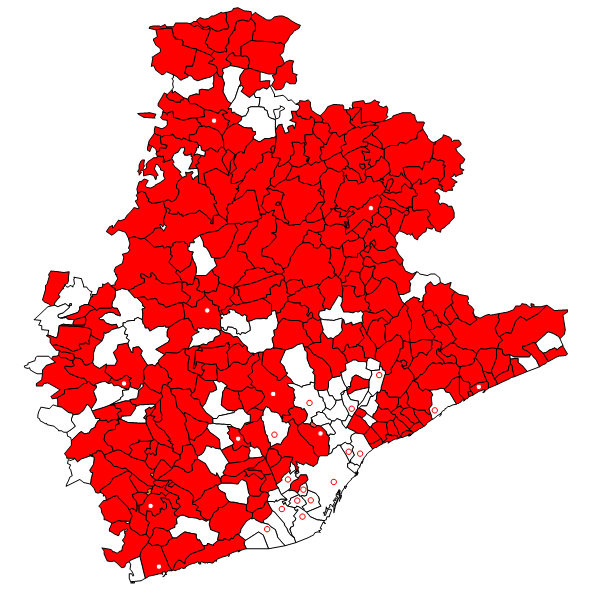
Provincia de Barcelona (8/8/2015)
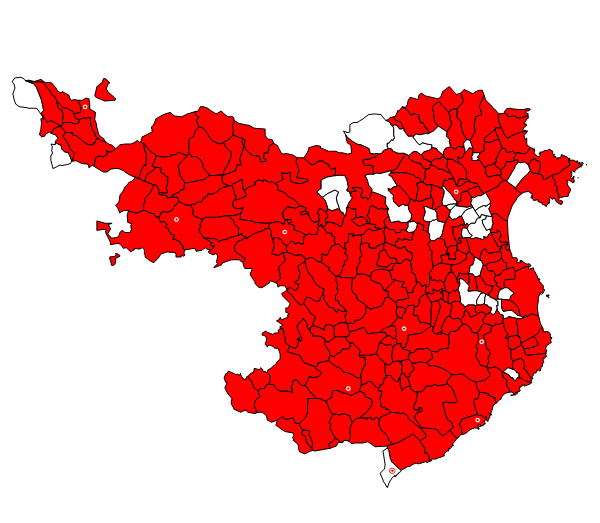
Provincia de Gerona (8/8/2015)

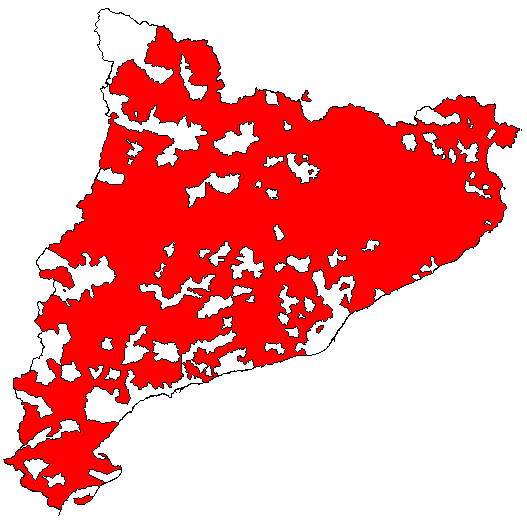
Territorio por adhesiones (8/8/2015)
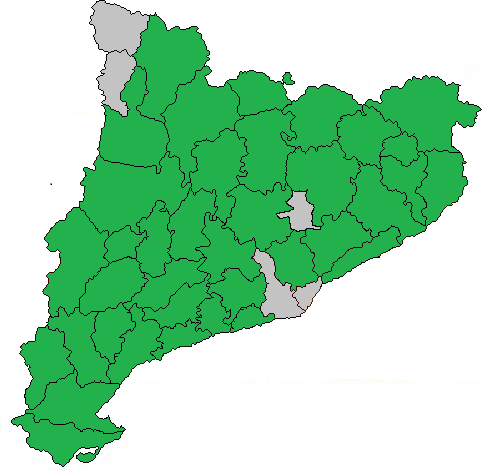
Consejos Comarcales adheridos (27/8/2015)
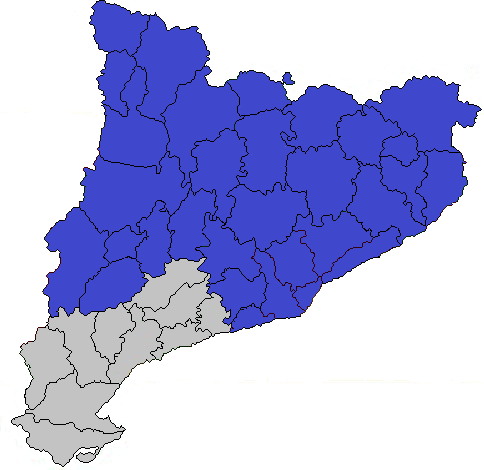
Diputaciones adheridas (19/3/2013)
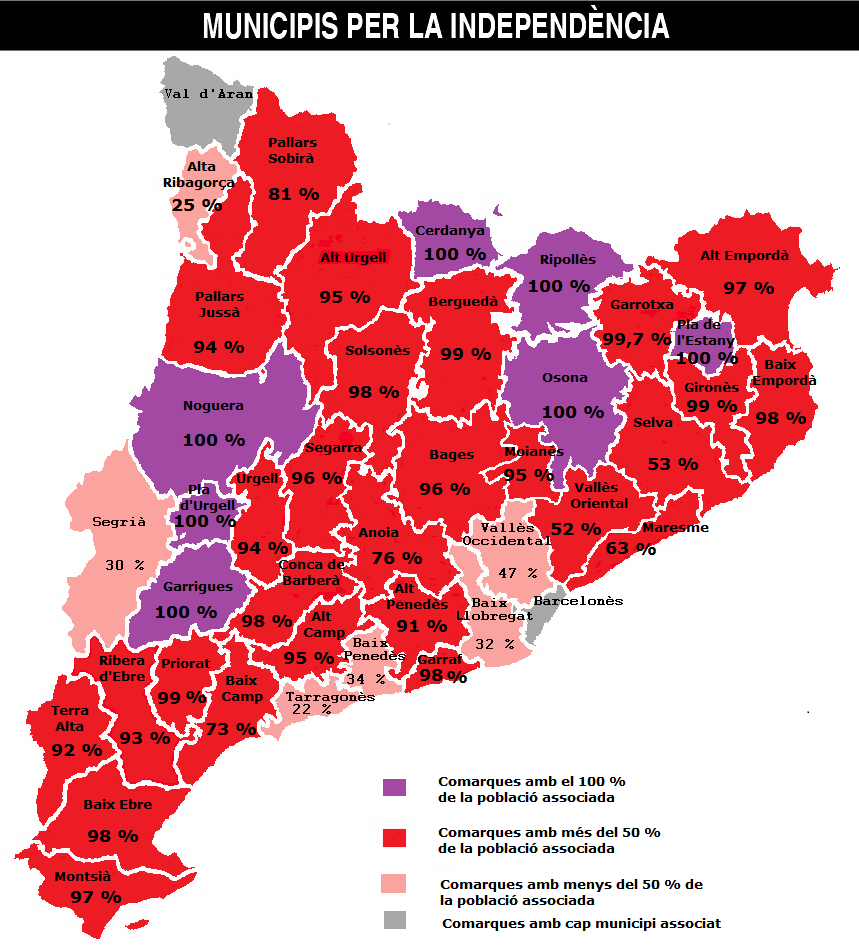
Porcentaje de población adherida por comarca (28/8/2015)

## Respaldo al "Dret a Decidir"
920 ayuntamientos catalanes (96 %) aprobaron la moción propuesta por la asociación durante octubre de 2014 en torno a la necesidad de votar el día 9 de noviembre en una consulta legal y acordada con el Estado (vinculante) sobre la independencia, fecha que había sido propuesta desde la Generalidad, quien organizó el evento aun estando suspendido temporalmente (no prohibido) a espera de resolución judicial por el Tribunal Constitucional. Regidores del PSC votaron a favor o se abstuvieron en muchos plenos donde la moción fue presentada. Algunos regidores del PP votaron a favor (Palautordera, Camarles...) y en otros casos no asistieron a los plenos.
Entre los grandes partidos catalanes con representación municipal hay 6 que dan apoyo al derecho de autodeterminación. Actualmente éstas son las proporciones de los partidos según su adhesión a la asociación:
- CUP: 4/4 (100 %).
- ERC: 128/139 (92,1 %).
- CDC i UDC: 404/519 (75,3 %). (en "coalición permanente").
- ICV-EUiA: 13/23 (56,5 %). (en coalición desde 2003).
- PSC: 76/196: (38,8 %). (Propone una vía federal: nuevo Estado dentro de España).
- PP: 0/8 (0 %). (Está en contra de votar en referéndum y de cualquier opción que suponga un nuevo estado).
- Candidaturas independientes 46/53 (86,8 %).
- Otros partidos 4/4 (100 %).

## Asamblea de Electos de Cataluña
La Asamblea de Electos de Cataluña (AECAT) es una iniciativa de la Asamblea de Municipios por la Independencia (AMI) y su presidenta,  Neus Lloveras, que data de 2016.
Aunque se desconoce con exactitud quién está adherido a este órgano, se estiman más de 4.000 concejales y alcaldes independentistas. La intención es de reunir en una sola institución a los más de 9.000 cargos electos de toda Cataluña.
La AECAT nació como instrumento para sustituir al Parlament en el caso de que éste fuera disuelto por el Gobierno central. Tiene por objetivo: ‘Ser útil en el momento decisivo’ de la independencia. “Si se producen situaciones en las que pueda haber una imposibilidad de que los cargos electos ejerzan sus funciones, nuestra obligación es estar preparados para garantizar que la voluntad popular expresada por los catalanes se materialice”.
La Asamblea de Electos es una demanda de la ANC en su hoja de ruta separatista, que ahora se activa como escenario probable para la investidura simbólica de Carles Puigdemont. Sin embargo la Asamblea de Electos nunca ha llegado a constituirse ni a reunirse, tampoco no existe un lugar designado para hacerlo en caso de que se convocase. Su funcionamiento tampoco se rige por ninguna ley oficial.
La opción del ‘doble Govern’ para investir a Puigdemont y salvar una investidura efectiva.
El Parlament votaría a un gobierno efectivo, que ostentaría el poder ejecutivo real en Cataluña, y se busca una forma simbólica de investir a Carles Puigdemont como “presidente legítimo” de la Generalitat.